# شعرية الأبواغ
شعرية الأبواغ (بالإنجليزية: Trichosporon)‏ هي عبارة عن جنس يتبع لشعبة البسيدومايكوتا. يضم هذا الجنس مجموعة من الفطريات ذات الطور اللاجنسي (حيث لا يعرف لها طور جنسي بعد).

## مقدمة
في عام 1992، اقتصر هذا الجنس على مجموعة الفطور شببيه الخمائر والتي تتمتع ببنية مستدقة ذات جدران خلوية مطبقة وبقدرتها على التفاعل الإيجابي في كل من اختباري اليوريا وأزرق الديازونيوم بالإضافة لقدرتها على إنتاج خيوط فطرية حقيقية Hyphae وتكاثرها الاجنسي بواسطة الأبواغ المفصلية Arthroconidia وتحت ظروف معينة تتشكل أبواغ برعمية. أول من أنشأ هذا الجنس كان العالم برناد في عام 1890 لتوصيف شعرية الأبواغ أوفويديس T.ovoides التي عزلت من شارب مريض مصاب white piedra أو السعفة البيضاء. وقد تم في الوقت الحالي اكتشاف 19 نوع تابع لجنس شعرية الأبواغ ومن المتوقع أن يتم اكتشاف أنواع أخرى في المستقبل القريب.

## التمييز والتعريف
يعتبر جنس شعرية الأبواغ أصغر حجماً من حيث عدد أنواعه إذا ما قورن بجنس المبيضات أو المستخفيات ولكن النقص في الخواص التعريفية المميزة لهذا الجنس يجعل تمييز أنواعه أمراً صعباً. في كل الأحوال فإن تمييز العزولات الطبية لجنس شعرية الأبواغ يجب أن يتضمن الخصائص التالية 
1- شكل المستعمرة:
أي بنية المستعمرة ومعدل سرعة النمو حيث تكون المستعمرات ذات لون كريمي رطبة أو جافة مع أو بدون غطاء طحيني أبيض.
2- الشكل المجهري:
المتضمن خصائص مميزة مثل تواجد أفطورة حقيقية بينما الكاذبة تكون غير موجودة بالإضافة إلى الأبواغ البرعمية ذات الشكل البيضوي أو الدائري حيث يتم الحصول عليها بعد تنمية المتعضية على شريحة تحوي 2% خلاصة المالت آجار. يكون النمو على درجة حرارة 37 مئوية أو أعلى. تكون الخيطان الفطرية مقسمة بحواجز وغالباً مع ثقوب dolipore.
3- الحساسية لسايكلوهيكساميد بمعدل 0.01 و 0.1%.
4- اختيارات التمثيل assimiliation يجب أن تتضمن عدد كافي من الركائز Substrate.
5- اختبار التخمر يكون سلبياً.
6- اختبار أزرق الدايزونيوم واليوريا إيجابي.
7- إكزيلول يتواجد في محتويات الخلية المحلمهة.
كما أنه من الأهمية بمكان التركيز على مصدر العزلة حيث أن كل نوع يفضل بيئة معينة خاصة به.

## أنواع جنس شعرية الأبواغ
| الرقم | اسم النوع بالعربي | اسم النوع بالإنجليزي         | المرجع                                      |
| ----- | ----------------- | ---------------------------- | ------------------------------------------- |
| 1     | ش. أكواتيل        | Trichosporon aquatile        | 1968 Hedrick & Dupont                       |
| 2     | ش. أساهي          | Trichosporon asahii          | Akagi ex Sugita, Nishikawa & Shinoda 1994   |
| 3     | ش. أسترويدس       | Trichosporon asteroides      | Rischin Ota 1926                            |
| 4     | ش. براسيكا        | Trichosporon brassicae       | Nakase 1971                                 |
| 5     | ش. كورميفورم      | Trichosporon coremiiforme    | M. Moore Gueho & M.Th. Smith 1992           |
| 6     | ش. كاتانيوم       | Trichosporon cutaneum        | de Beurmann, Gougerot & Vaucher Ota 1926    |
| 7     | ش. دلوكيتم        | Trichosporon dulcitum        | Berkhout Weijman 1979                       |
| 8     | ش. فاشيل          | Trichosporon faecale         | Batista & Silveira Gueho & M.Th. Smith 1992 |
| 9     | ش. جراسيل         | Trichosporon gracile         | Weigmann & Wolff Gueho & M.Th. Smith 1992   |
| 10    | ش. إنكين          | Trichosporon inkin           | Oho ex Ota do Carmo-Sousa & van Uden 1967   |
| 11    | ش. جيروفيسي       | Trichosporon jirovecii       | Fragner 1969                                |
| 12    | ش. لايباتشي       | Trichosporon laibachii       | Windisch Gueho & M.Th. Smith 1992           |
| 13    | ش. لوبيري         | Trichosporon loubieri        | Morenz Weijman 1979                         |
| 14    | ش. مونليفورم      | Trichosporon moniliiforme    | Weigmann & Wolff Gueho & M.Th. Smith 1992   |
| 15    | ش. مونتفيدينس     | Trichosporon montevideense   | Aciole de Queiroz Gueho & M.Th. Smith 1992  |
| 16    | ش. المخاطية       | Trichosporon mucoides        | Gueho & M.Th. Smith 1992                    |
| 17    | ش. أوفويدس        | Trichosporon ovoides         | Behrend 1890                                |
| 18    | ش. بولوانس        | Trichosporon pullulans       | Lindner Diddens & Lodder 1942               |
| 19    | ش. سبوروتريكويدس  | Trichosporon sporotrichoides | van Oorschot & de Hoog 1981                 |